# 코난 - 바바리안
《코난 - 바바리안》(Conan: The Barbarian)은 미국에서 제작된 존 밀리어스 감독의 1982년 액션, 판타지, 모험 영화이다. 아놀드 슈왈제네거 등이 주연으로 출연하였고 라파엘라 드 로렌티스 등이 제작에 참여하였다.
코난 영화의 아이디어는 1970년 초에 제안되었다.

## 출연

### 주연
- 아놀드 슈왈제네거

### 조연
- 제임스 얼 존스
- 막스 폰 시도우
- 샌달 버그먼
- 벤 데이비슨
- 카산드라 가바
- 게리 로페즈
- 이와마츠 마코
- 발레리 궤네슨
- 윌리엄 스미스
- 루이스 바르부

## 기타
- 원작자: 로버트 E. 하워드
- 미술: 론 콥

## 한국어 더빙 성우진(KBS, 1988년 5월 14일)
- 이정구 - 코난 (아놀드 슈왈제네거)
- 박상일 - 타르사 (제임스 얼 존스)
- 손정아 - 공주 (발레리 궤네슨)
- 신세인
- 김병관
- 탁원제
- 이근욱
- 최옥희
- 송연희
- 이종구
- 장광
- 신흥철
- 안종익
- 유남희
- 이규화

## 같이 보기
- 야만인 코난